# Vallée de Mai

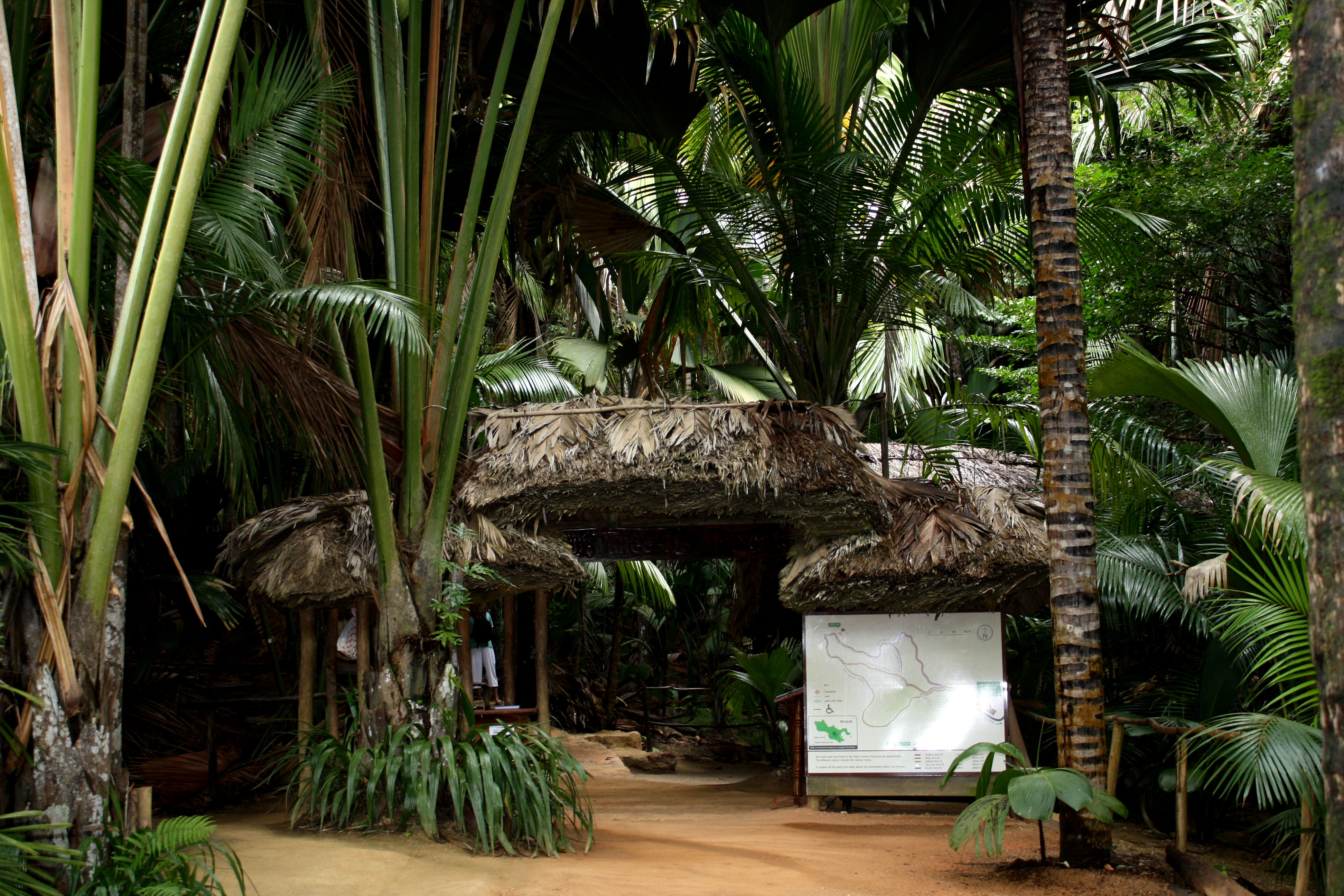
Eingang zum Naturreservat Vallée de Mai

Das Vallée de Mai (deutsch „Maital“) ist ein Naturpark im Nationalpark und auf der Insel Praslin und eine der berühmtesten Sehenswürdigkeiten der Seychellen. Es wurde 1983 von der UNESCO in die Liste des Weltnaturerbes aufgenommen.

## Geschichte
Das dicht bewachsene Tal ist ein Überbleibsel eines prähistorischen Waldes, der existierte, als die Granitfelsen noch zum Kontinent Gondwana gehörten. Der präkambrische Seychellengranit im Tal hat ein Alter von etwa 650 Millionen Jahren. Durch die millionenjährige evolutionäre Isolation der Seychellen konnten sich einzigartige Pflanzen und Tiere entwickeln. An keinem Ort der Seychellen ist das derart deutlich zu erkennen wie im Vallée de Mai.
Bis etwa 1930 blieb das Tal unberührt – ganz im Gegensatz zu den meisten anderen Gebieten der Seychellen. Um die 1930er Jahre entschied ein neuer Landbesitzer, das Tal als Erholungsgebiet und botanischen Garten neu zu gestalten. Zierpflanzen, Kaffee- und Fruchtbäume wurden eingeführt, um das Tal zu „verschönern“. Erst 1945 ging das Tal vom privaten Besitz in Regierungsbesitz über. Seither verfolgt die Regierung das Ziel, alle ortsfremden Pflanzen auszurotten und es wieder in seinen Urzustand zu versetzen. Das benötigt Zeit, weil viele endemische Arten verschwunden sind. Das Tal wurde 1966 Nationalpark und 1983 von der UNESCO zum Weltnaturerbe erklärt. Es wird seit 1989 von der Stiftung „Seychelles Island Foundation“ verwaltet.

## Flora und Fauna
Das Vallée de Mai ist die traditionelle Heimat der Seychellenpalme. Insgesamt 5000 solcher Palmen finden sich dort auf engstem Raum, was der größten Anzahl auf einem Platz weltweit entspricht. Neben der Seychellenpalme findet man hier mit Deckenia nobilis, Verschaffeltia splendida, Phoenicophorium borsigianum, Roscheria melanochaetes und Nephrosperma van-houtteanum auch die fünf weiteren endemischen Palmenarten der Seychellen. Ebenfalls anzutreffen sind drei der vier endemischen Schraubenbaumarten der Seychellen: Pandanus hornei, Pandanus sechellarum und Pandanus multispicatus.
Es gibt mehrere Exemplare des akut vom Aussterben bedrohten Kleinen Vasapapageis. Das Chamäleon Calumma tigris ist dort endemisch. Des Weiteren finden sich im Vallée de Mai verschiedene Nektarvögel, Inselamseln, Geckos und Schnecken. Einzige Säugetiere sind der Seychellen-Flughund und der ursprünglich nicht auf den Seychellen heimische Große Tenrek.

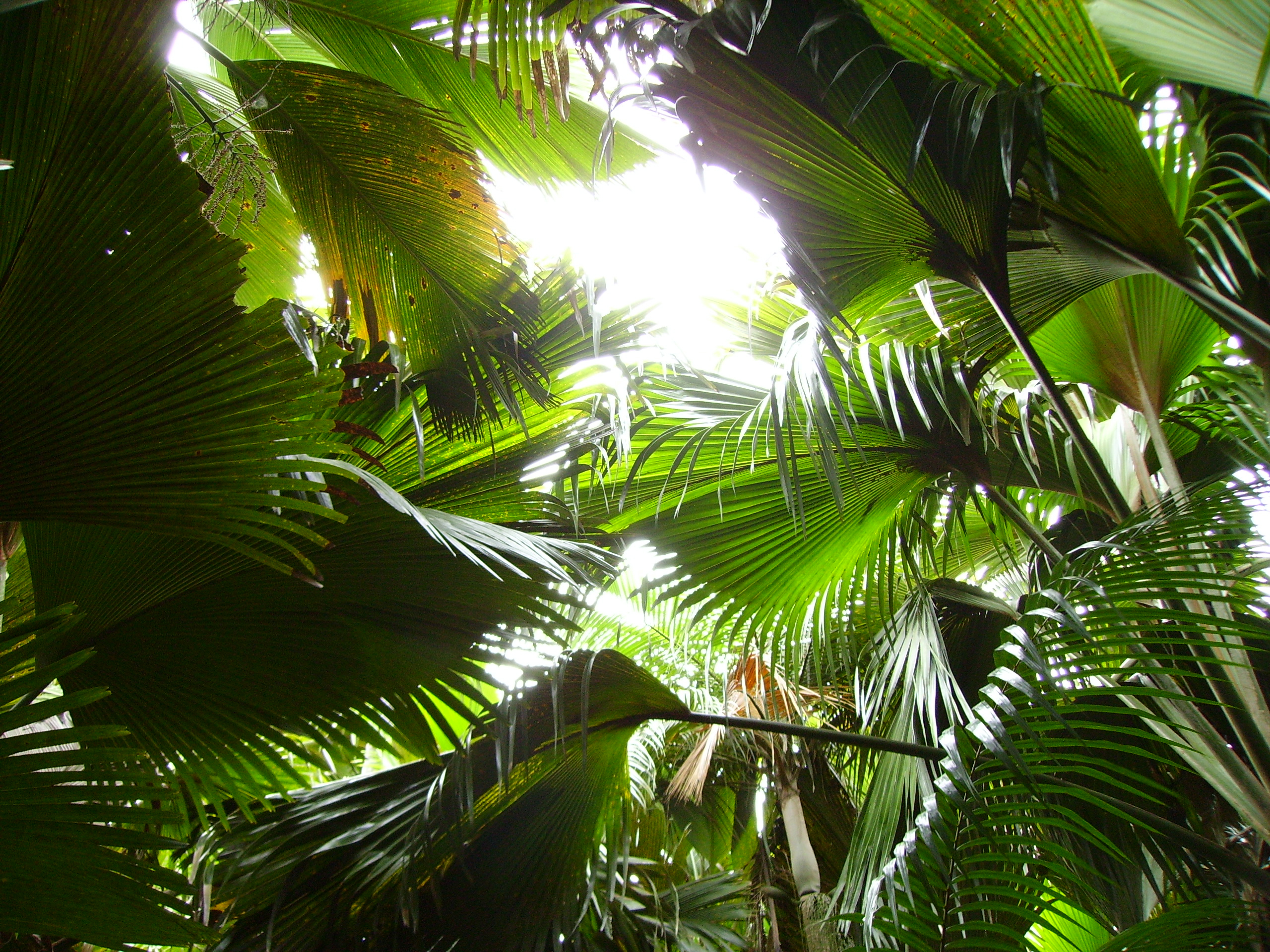
Blätter der Seychellenpalme
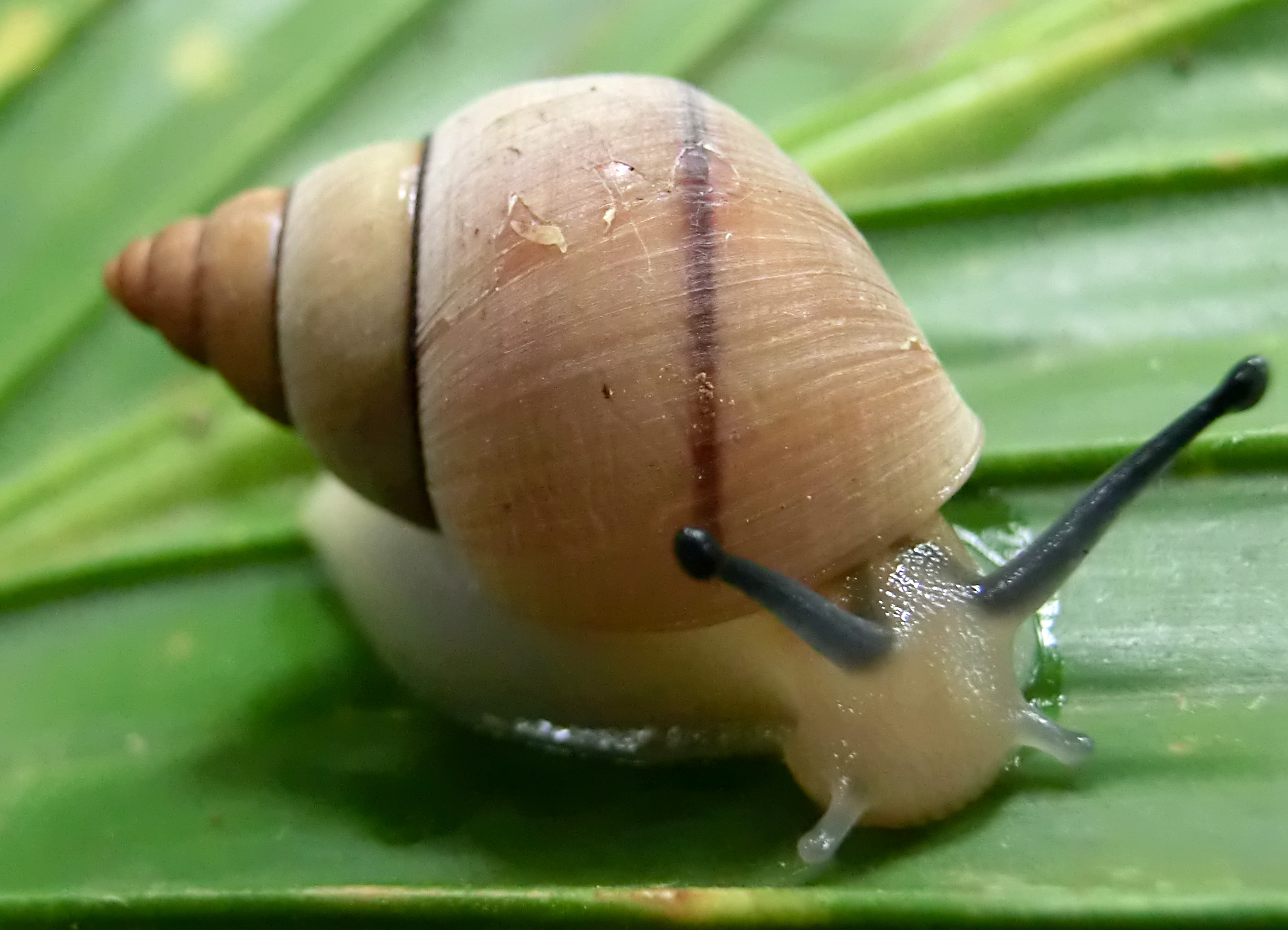
Die endemische Schnecke Pachnodus praslinus

## Tourismus
Das Tal ist eine der beliebtesten Touristenattraktionen der Seychellen. Zu einem Preis von 450 Rupien (ca. 28 Euro (Stand: 2024)) kann man es betreten. Es liegt im Landesinneren und ist mit einer Buslinie zu erreichen. Das Gebiet ist von einem Bach durchflossen, der zu einem Wasserfall wird, und durch mehrere befestigte und gekennzeichnete Wege erschlossen. Am Gipfel eines Hügels lässt sich das Vallée de Mai von einem Aussichtspunkt aus überblicken. Es ist streng verboten, zu rauchen, etwas im Vallée de Mai zurückzulassen oder etwas aus dem Vallée de Mai mitzunehmen.

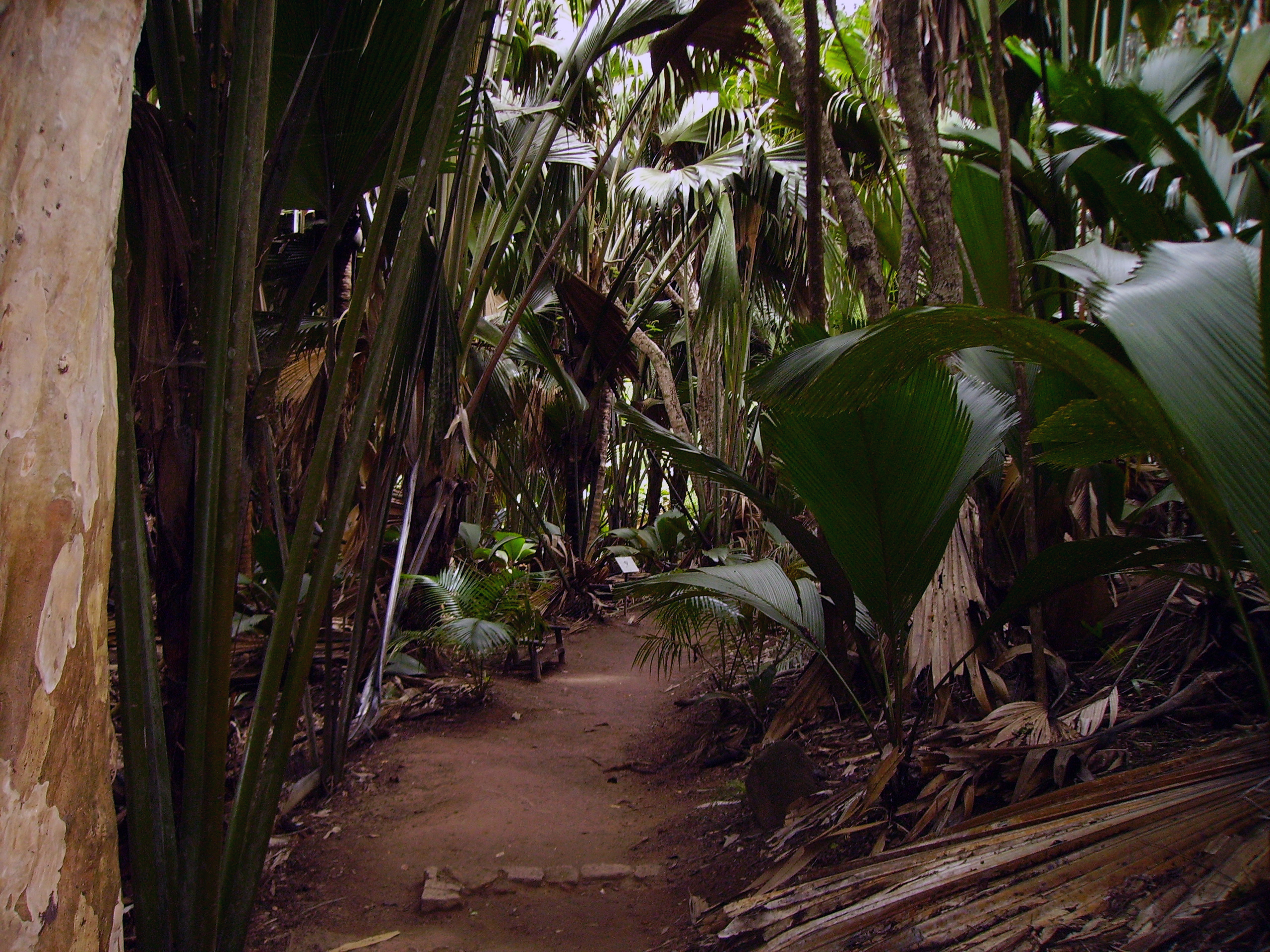
Einer der befestigten Touristenwege
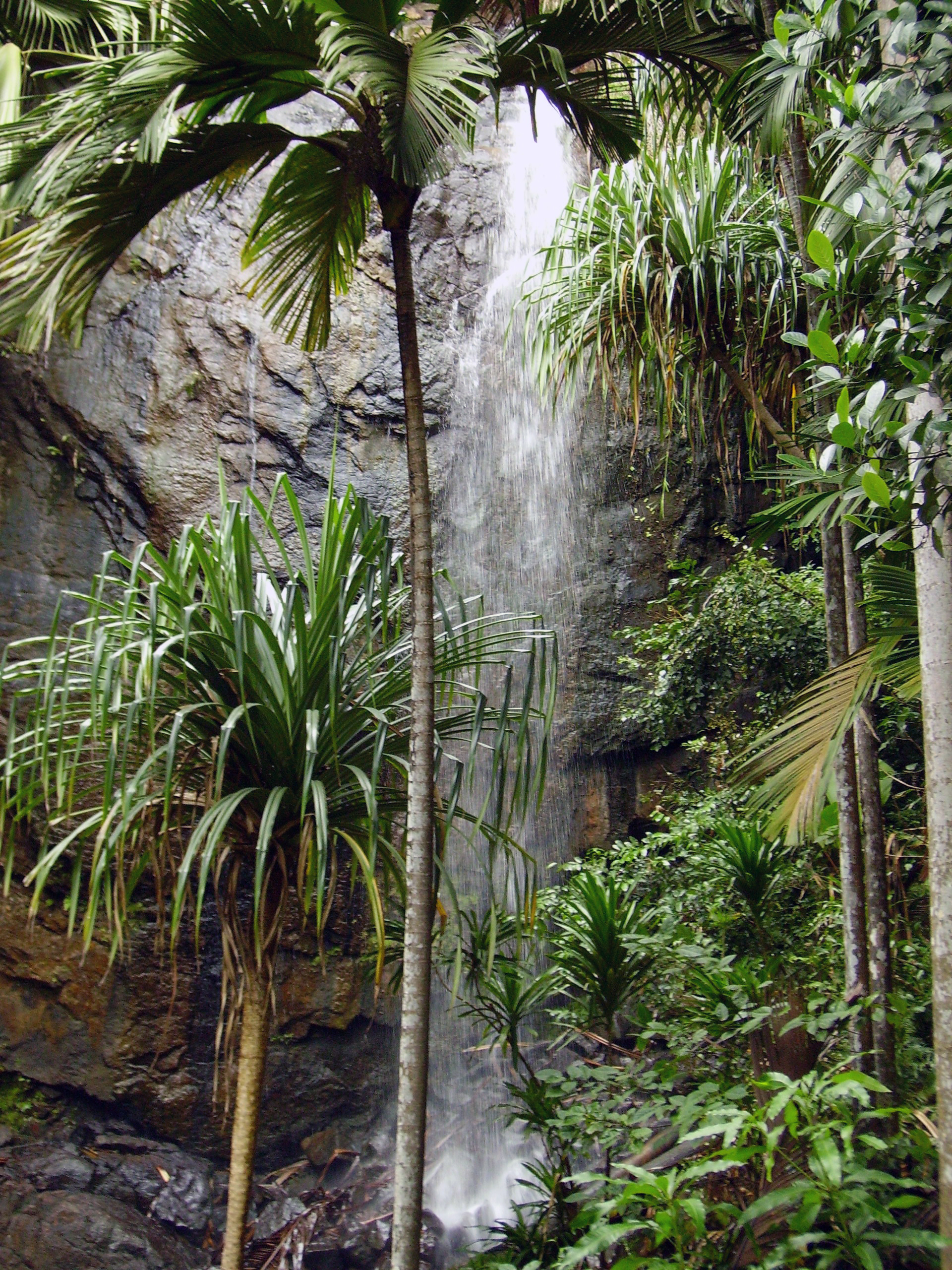
Wasserfall im Vallée de Mai